# هاري إيكلس
هاري إيكلس (بالإنجليزية: Harry Eccles)‏ هو لاعب كرة قاعدة أمريكي، ولد في 9 يوليو 1893 في Kennedy, New York ‏ في الولايات المتحدة، وتوفي في 2 يونيو 1955 في جيمستاون في الولايات المتحدة.

## وصلات خارجية
- هاري إيكلس على موقعبيزبول رفرنس.كوم (الدوري الرئيسي) (الإنجليزية)
- هاري إيكلس على موقعبيزبول رفرنس.كوم (الدوري الثانوي) (الإنجليزية)